# Limaformosa capensis
Limaformosa capensis, thường gọi là rắn giũa Cape, là một loài rắn không độc, lớn đặc hữu tại châu Phi, thuộc họ Lamprophiidae. Chúng ưu thích xavan và rừng ven bờ biển.